# Peering
Cuvantul peering este un cuvant englezesc si se refera la peer (pereche).
În Internet cuvântul peer definește o legătură între două rețele, având în vedere că Internetul în sine este o multitudine de rețele, conectate între ele.
Peeringul se referă la conectarea 'punct la punct', între două rețele, așa încât clienții celor două rețele schimbă trafic prin intermediul acestei legături, mărind astfel disponibilitatea legăturii principale la Internet.
O altă componentă importantă a traficului Internet este Internet Exchange-ul (IX sau IXP), care este locul unde se întâlnesc mai mulți operatori de telecomunicații. În acele locații se face 'schimb de trafic', astfel încât clienții unui operator fac trafic la și de la clienții altui operator.
Cel mai mare punct de interconectare din Europa este DE-CIX, un Internet Exchange din Frankfurt, Germania.
În România există două platforme naționale de schimb de trafic între furnizorii de internet: RoNIX și InterLAN Internet Exchange.